# Kaiser-Wilhelm-Koog
Kaiser-Wilhelm-Koog er en by og kommune i det nordlige Tyskland, beliggende i Amt Marne-Nordsee i den sydvestlige del af Kreis Dithmarschen. Kreis Dithmarschen har hjemsted i den sydvestlige del af delstaten Slesvig-Holsten.

## Geografi
Kaiser-Wilhelm-Koog ligger i marsken og er præget af landbrug. Kogen er skabt ved digebyggeri og afvanding fra Nordsøen. Den grænser mod vest til Nationalpark Schleswig-Holsteinisches Wattenmeer.

### Nabokommuner
Nabokommuner er (med uret fra nord) kommunerne Friedrichskoog, Kronprinzenkoog og Neufelderkoog (alle i Kreis Dithmarschen).